# Capistrano Francisco Heim
Dom Frei Capistrano Francisco Heim, OFM (Catskill, 21 de janeiro de 1934 — Nova Iorque, 24 de setembro de 2020) foi um bispo católico estadunidense, que governou a Prelazia de Itaituba, no Pará, por 22 anos.
Fez votos na Ordem dos Frades Menores (OFM) em 21 de janeiro de 1963. Foi ordenado sacerdote dia 22 de agosto de 1965. Estudou Filosofia na St. Bonaventure University, Nova York / USA. Seus estudos teológicos foram feitos no Holy Name College, Washington, DC / USA e no Instituto Teológico Franciscano de Petrópolis, RJ. Fez especializações em Liturgia no Instituto Nacional de Pastoral Litúrgica e Fundamentos Bíblicos no Studium Biblicum Franciscanum de Jerusalém.
Como sacerdote foi diretor espiritual dos Movimentos de Cursilho de Cristandade e Encontro Conjugal; diretor da Rádio São Francisco de Anápolis, GO; pároco da Paróquia Nossa Senhora Mãe de Deus de Catalão, GO, e da Paróquia Nossa Senhora D'Abadia de Quirinópolis, GO. Também foi vice custódio dos Frades Franciscanos de Goiás.
Foi nomeado bispo da Prelazia de Itaituba pelo Papa João Paulo II no dia 6 de julho de 1988. Sua ordenação episcopal aconteceu dia 17 de setembro de 1988. Tomou posse como primeiro bispo da Prelazia de Itaituba dia 2 de outubro de 1988.  Sua renúncia por idade foi aceita pelo Papa Bento XVI em 8 de dezembro de 2010.
Faleceu dia 24 de setembro de 2020 aos 86,6 anos em sua terra natal.